# オブローモフ

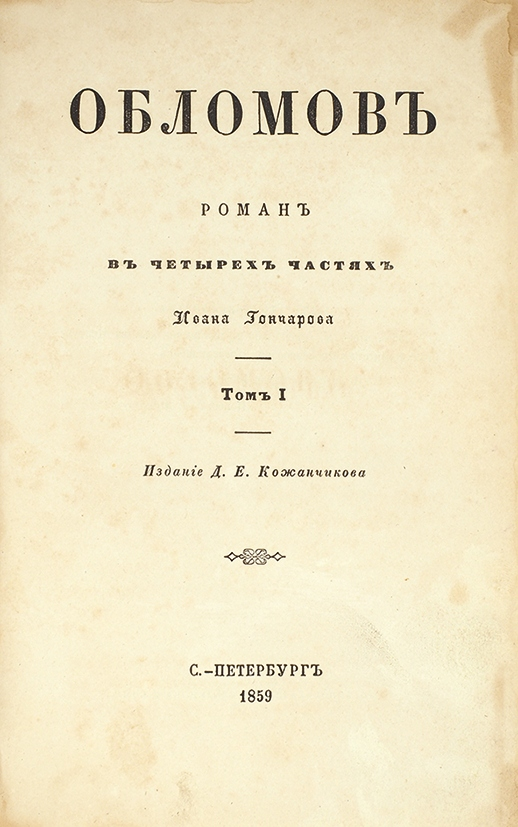

『オブローモフ』（Обломов,Oblomov）は、ロシアの作家イワン・ゴンチャロフの代表作。1849年から1859年にかけて発表された。貴族階級に属する主人公オブローモフの生涯を描いた長編小説。当時、実際に存在した典型的な貴族の世界を写実的に表現した。その写実性の文学的価値のみならず、貴族階級の無為、頽廃の性格が読者の評判を呼び、さらには、ニコライ・ドブロリューボフによる批評『オブローモフ主義とは何か？』を招いた。なお、オブローモフという名辞が、無用者、余計者を指し示す表現になった。